# Allophyes corsica
Allophyes corsica är en fjärilsart som beskrevs av Arnold Spuler 1905. Allophyes corsica ingår i släktet Allophyes och familjen nattflyn. Inga underarter finns listade i Catalogue of Life.